# Heike Becker (Kulturanthropologin)
Heike Becker ist eine deutsche Kulturanthropologin, Sozialwissenschaftlerin und Autorin, die in Berlin und Kapstadt lebt. Ihre Dissertation Namibian Women's Movement 1980 to 1992. From Anticolonial Struggle to Reconstruction ist ein Standardwerk.

## Wissenschaftliche Karriere
Heike Becker studierte Sozial- und Kulturwissenschaft, Politikwissenschaft und Geographie an der Johannes Gutenberg-Universität Mainz. 1986 schloss sie ihr Studium mit einer Magisterarbeit über nachhaltige landwirtschaftliche Entwicklung in Ostafrika (Ruanda und Tansania) ab. Von 1986 bis 1990 war sie als freie Journalistin tätig und studierte Journalismus mit dem Abschluss eines Diploms 1990.
Im Rahmen ihrer Dissertation mit dem Forschungsthema der namibischen Frauenbewegung im Befreiungskampf kam Becker 1990 das erste Mal nach Namibia. 1993 wurde sie an der Universität Bremen mit der Dissertation Namibian Women's Movement 1980 to 1992. From Anticolonial Struggle to Reconstruction promoviert. Das für ihre Dissertation gesammelte Material zu Namibian Women’s Voice übergab Becker 2007 an die National Archives of Namibia.
Von 1993 bis 2000 war Heike Becker an der Universität von Namibia in Windhoek als wissenschaftliche Mitarbeiterin und Dozentin tätig. 2001 wechselte sie als Dozentin an der Universität des Westkaps in Kapstadt und leitet dort seitdem die Abteilung Fachbereich Anthropologie.
Von 2011 bis 2015 war sie Chefredakteurin der Zeitschrift Anthropology Southern Africa und verantwortete in dieser Zeit die Internationalisierung der Zeitschrift. Becker schreibt für wissenschaftliche Zeitschriften wie Africa, Journal of Southern African Studies, American Anthropologist, Visual Anthropology. In: Canadian Journal of African Studies.
Becker und Carola Lentz waren die Herausgeberinnen der Sonderausgabe The politics and aesthetics of commemoration: National days in southern Africa der Zeitschrift Anthropology Southern Africa. Heike Beckers Forschungsschwerpunkte sind unter anderem Erinnerungspolitik, Kulturen des Alltags und Dekolonisierung. Außerdem forscht sie zur Ästhetik und Politik von Popkultur und digitalen Medien in Bezug auf Protestbewegungen junger Leute in Südafrika, Namibia und Burkina Faso und schreibt Film- und Buchrezensionen, die sie in ihrem Blog veröffentlicht.
2018 war sie Gastprofessorin am Institut für Ethnologie und Afrikastudien der Johannes Gutenberg-Universität Mainz.

## Publikationen (Auswahl)
- Heike Becker: Die Namibian Women's Voice. »Um Frauen zu gewinnen, muß man über ihre Probleme reden«. In: Florence Hervé (Hrsg.): Namibia. Frauen mischen sich ein. Orlanda Frauenverlag, Berlin 1993, ISBN 3-922166-85-7.
- Heike Becker: Namibian Women's Movement 1980 to 1992. From Anticolonial Struggle to Reconstruction. IKO – Verlag für interkulturelle Kommunikation, Frankfurt am Main 1995, ISBN 3-88939-086-2.
- Heike Becker: ”Becoming men”. Masculine identities among young men in two Namibian locations. In: Development Update. Band 3, Nr. 2, 2000, S. 54–70.
- Heike Becker: ‘Efundula: Women’s Initiation, Gender and Sexual Identities in Colonial and Post-Colonial Northern Namibia’. In: S. Arnfred (Hrsg.): Re-thinking Sexualities in Africa. Nordiska Afrikainstitutet/The Nordic Africa Institute, Uppsala 2004.
- Heike Becker: Beyond trauma: New Perspectives on the Politics of Memory in East and Southern Africa. In: African Studies. Band 70, Nr. 2, 2011, S. 321–335.
- Heike Becker: Nollywood in Urban Southern Africa: Nigerian video films and their audiences in Cape Town and Windhoek. In: M. Krings, O. Okome (Hrsg.): Global Nollywood: Transnational Dimensions of an African Video Film Industry. Indiana University Press, Bloomington 2013.
- Heike Becker, Dorothea Schulz: Sonderausgabe Un/making Difference through Performance and Mediation in Contemporary Africa. In: Journal of African Cultural Studies. 29 (2), 2017.
- Heike Becker: Changing Urbanscapes: Colonial and postcolonial monuments in Windhoek. In: Nordic Journal of African Studies. Jg. 27, Nr. 1, 2018, S. 1–21.
- Heike Becker: Dissent, disruption, decolonization: South African student protests, 1968 to 2016. In: International Socialist Review. Nr. 111, 2018–2019.
- Heike Becker: Writing Genocide: Fiction, Biography and Oral History of the German Colonial Genocide in Namibia. 1904–1908. In: Matatu. 50, 2020, S. 361–395.